# 穗蓴屬
穗蓴屬（学名：Cabomba）是睡莲目蓴菜科中的一个属。

## 描述
穗蓴屬植物有非常细的、分支的叶子，类似水毛茛和弧尾藻属植物。花很小，有三片萼片、三片白色或黄色的花瓣和三至六根雄蕊。

## 分类
本属已确认的现生物种至少有五种，如下：
- 黄花穗莼
- 白花穗蓴
- 红花穗莼

## 文化
穗蓴屬植物常被用作鱼缸里的装饰植物。